# A-dos-Francos
A-dos-Francos est une freguesia de la municipalité de Caldas da Rainha, de l’Ouest portugaise et située dans la province de l’Estremadura.
Avec une superficie de 19,78 km2 et une population de 1 797 habitants (2001), la paroisse possède une densité de 90,8 hab/km2.